# 佐和真中
佐和 真中（さわ まなか）は、日本の男性声優。主にドラマCD、アダルトゲームに声をあてている。

## 出演作品
太字はメインキャラクター。

### 配信アニメ
- 俺の指で乱れろ。〜閉店後二人きりのサロンで…〜（2020年、七瀬蒼甫[1]） - 完全版
- エタニティ 〜深夜の濡恋ちゃんねる♡〜（2020年、田中宗介[2]、桜井健吾[2]） - デラックス♡版

### ゲーム
2009年
- 真剣で私に恋しなさい!（その他）

2012年
- 越えざるは紅い花（ルジ）
- JOKER - 死線の果ての道化師 -（その他）
- Zero Infinity -Devil of Maxwell-（秋月凌駕）
- それゆけ! ぶるにゃんマンHARDCORE!!!（ねずみ兵）
- DRAMAtical Murder（クリア）
- フツウノファンタジー（ジェイド）

2013年
- Electro Arms -Realize Digital Dimension-（久我山秀行）
- 神様（仮）-カミサマカッコカリ-（アズミ、アズミ（青年ver.））
  - 学園騒乱編
  - 路地裏繚乱編

- カルマルカ*サークル（草壁亮一）
- この大空に、翼をひろげて FLIGHT DIARY（中村晴海）
- 桜舞う乙女のロンド（不知火怜）
- 月あかりランチ OZ sings, The last fairy tale.（ハル）
- 辻堂さんのバージンロード（その他）
- DRAMAtical Murder re:connect（クリア）
- 夏の終わりのニルヴァーナ（その他）
- PRIMAL×HEARTS（その他）
- Berry's（その他）
- レミニセンス（その他）

2014年
- おねだりシェアメイト（フリッツ・ヴィトゲンシュタイン）
- それゆけ! ぶるにゃんマン えくすたしー!!!（ねずみ兵）

2015年
- 青の嗜虐 緑の被虐（シェルタ）
- オルフレール（フィル・カーター）
- 逆転大奥（浅岡藤丸）
- 剣聖機 アルファライド（武淵静真）
- シルヴァリオ ヴェンデッタ（ルシード・グランセニック）
- 幻のディストピア（桜庭賢吾）
- 吉原彼岸花（伊勢屋惣一郎）
- 嫁探しが捗りすぎてヤバい。（道野衛）
- ランス03 リーザス陥落（ラーク・パイクスピーク、アリオス・テオマン）

2016年
- 円環のメモーリア（香月蓮）
- 魔性眼鏡（オウジ様）
- シンソウノイズ（北上陽一）
- オメガヴァンパイア（守矢刑一）

2017年
- 樟屋敷の物語～秘密のお帳面～（五海棠祥之輔）
- 越えざるは紅い花 五周年記念リパッケージ版『越えざるは紅い花～愛しき日々は胸に集いて～』（ルジ）

2018年
- 越えざるは紅い花 after disc ～綾なす未来～（ルジ）
- ラッキードッグ1+bad egg（ジャンカルロ・ブルボン・デル・モンテ）
- 魔法使いと天使と悪魔（悪魔・ロベリア）
- PLUSMATE（佐々木淳平）
- 愛は、憎しみによく似ている（松ケ枝史弥）

2019年
- アイ・アム・マジカミ（量とびお/オムニス）
- BloodyChain（刈安翔）
- ホラーホラーラブホテル（東雲創士）
- 同じクラスのアイドルさん（神原翔）
- Star’s Lover “リア恋”だって、いいじゃない!（堂前明楽）
- 魔法使いと天使と悪魔 ～Two Choices of destiny～（ロベリア）

2021年
- 青春は突然に（扇野敬思）
- LOVE SESSION～恋する生活はじめました～（皇マシロ）

2022年
- NU: カーニバル（八雲）
- りあ☆こい（西園寺碧）
- ヴェリズモ・バロック～追憶の歌姫～（ニコラ・マルクリー）

2024年
- Voice Love On Air（アキ）

### ドラマCD
2011年
- はいいろひいろ（デーヴィッド） ※Girlie[ガーリー] 初回限定特別付録ドラマCD

2012年
- その愛は病にいたる（島野春人）

2014年
- 双子と私の3P(スリーピー)ナイト（亜樹）
- アバンチュール～禁断の一夜～ vol.3 身寄りのない女性と育ての親（霧島玲二）
- Enter the Mirror 騎士の物語（ヴィルヘルム・オーツ）
- ふたりの秘密8～血の繋がらない弟～（三宅大樹）
- 恋。しかるべき ～篠原蒼汰編～（篠原蒼汰）
- 誘惑 (いいなり)4 ～研修医、千祖の改悔～（千祖彬）
- この恋は溺れる夜の魔法　第2弾 ～騎士は恋を監禁する～（園崎遥）
- Love Tranquilizer ～キミだけが知っている～ Pt.1 松澤佐（松澤佐）

2015年
- えねみーかっぷりんぐ １匹目：猫・嶺狛鈴（嶺狛鈴）
- 「ヒミツのえっち」2nd Love（保健の先生）
- Reversible vol.4 真面目カレシ・廉太郎（高代廉太郎）
- 二階堂記念病院 ～小児科医光永の淫欲カルテ～（光永一弘）
- 官能小説家の狂気&柔愛（大野海斗）
  - 官能小説家の狂気 ～君と綴る最後の言葉～
  - 官能小説家の柔愛 ～君と綴る最後の言葉～

- イヌ科ダーリン（戌井惣介）
- Wダーリンシリーズ 朝起きたら彼氏が２人になっていた件についてｗ ～年下の彼～（千尋）
- 愛玩人形あるいはアダムの肋骨 巻ノ四 ～淫慾に魅入られし海軍将校～（堤清十郎）
- 狂愛カタルシス 第二巻 暁闇（滝澤光太郎）
- でーとびより ～佐久間千尋 編～（佐久間千尋）
- 恋する編集者シリーズ（遠藤保）
  - 恋する編集者シリーズ はつ恋。
  - 恋する編集者シリーズ 手ほどき。

- 彼と添い寝でしたいコトぜんぶ　永峰環（永峰環）
- 磔（はやにえ） 第２巻　−口移しの餌付と淫奔な動機−（小賀江裕二）
- 本能の果実 ver.1.0 彼氏彼女の交際2年目編（高幡蒼佑）
- 小悪魔系男子 ～久しぶりに会った後輩は酔うとキス魔になっちゃうとんでもないヤツでした!!～（真山春人）
- 淫魔 オレ様な誘惑・ワンコな誘惑（オレ様な淫魔、ワンコな淫魔）
- ナミダメ　“サン”ノミヤタクマの場合（三宮琢磨）
- Love Tranquilizer ～キミだけが知っている～ AH 松澤 佐（松澤佐）
- ラブユーブング-立花颯太編-（立花颯太）
- 純愛－パラフィリア－ 教育実習生 宮舘拓紀編（宮舘拓紀）
- 純愛－パラフィリア－ 教師 広野渉編（広野渉）
- 純愛－パラフィリア－ 生徒会長 有原玲央編（有原玲央）

2016年
- コイビト未満･･･？ 橘 瑛太（橘瑛太）
- 旦那さまシリーズ vol.2 俺様旦那さま 同僚SEととろける初夜＜あい＞（霧谷怜士）
- 蜜日～honey day～（一ノ瀬樹）
- Club:CUP6（綴）
- 欲情したカレに××されちゃうCD（綾川隼人）
  - ご褒美CD「お兄ちゃんの親友の甘～い独占欲」
  - お仕置CD「お兄ちゃんの親友の過激な独占欲」

- えねみーかっぷりんぐ♪すてっぷ １匹目：猫・嶺狛鈴（嶺狛鈴）
- Dark Night Princess シンデレラ（アルノー）
- 彼と添い寝でしたいコトもっと 永峰環＆佐伯蓮司（永峰環）
- 遊女悲恋 ～雪の下の章～（承）
- 禁断情事 お義兄ちゃんと義妹（涼太）
- 籠女ノ唄 ～吉原夜話～　第四話　空木（空木）
- シコレボ！～キミにふれたくテ～（一橋航太）
- My Darling's Job vol.1「彼は車掌さん」（須和千也）
- 旦那さまシリーズ vol.6 野獣旦那さま オネエのカレシにとろかされる夜（霧谷脩士）
- 想愛性ノエシス～おめでとう、それから～（花山郁斗）
- 同棲彼氏 Vol.2 -澄佳藍編-（澄佳藍）
- モトカレ～上司と2度目の恋～（柏木聡一郎）
- 侵食レンアイ～case01 九條司～（九條司）
- その愛は病にいたる～HARUTO～（島野春人）
- のちかれ1～泣き虫な後輩彼氏～（一重翼）
- 旦那さまシリーズ vol.8 同僚旦那さま かわいい同期が、本性を見せる夜（霧谷湊）
- このカレ、要注意！ 第1弾 上司編（桐島樹）
  - 「デキる上司の淫らな手ほどき」
  - 「カタブツ上司の不器用な束縛」

- Calling Bloom 01 HIKARU（ヒカル）
- Love Tranquilizer～キミだけが知っている～ EX 松澤 佐（松澤佐）
- 課外授業 2時間目 「共有結合」 化学講師 相沢俊樹（相沢俊樹）
- そこは狂った夢の淵～選択される定め～（島野春人）
- ヤな奴。2　義弟・尋人編（悠木尋人）
- re：Reversible vol.4 ～真面目カレシ・廉太郎～（高代廉太郎）

2017年
- キョウダイの恋愛事情 vol.6 兄・九条真尋（九条真尋）
- Secret eMotion（佐伯将臣）
- Rouge et Noir 第2弾 麻薬鑑定官 来栖玲編 『Check in the Dark』（来栖怜）
- とろとろ・どるちぇ チョコレートえっち編（早水圭太）
- ゲスおと☆千束友靖（千束友靖）
- その愛は病にいたる～KANOE～（島野春人）
- 佐和真中だらけ〜彼と初めての♡〜（アルフレッド、騎士、ノエル、森口優太、直樹、晴樹、彼氏）
- らぶえっちなカレのおねだり＆いじわるCD 第2弾（有村颯）
  - 「おねだりCD ベタ惚れ年下カレの甘えた瞳」
  - 「いじわるCD ベタ惚れ年下カレの飢えた唇」

- S彼×Night 友達以上恋人未満のS彼編（咲間慧）
- 鍵のない秘密1 －ふたりっきりのセミナリヨ－（菅佐勤成）
- 雇われヒーローの「日常」 第1巻 バリーの日常（バリー）
- やっぱり同級生(タメ)の恋人が好き　第三弾 芦田 愁平（芦田愁平）
- 執着eye2（橘千紘）
- 愛属ブラッドバース vol.Ⅲ 久世潤一郎編（久世潤一郎）
- Beat♯Mix vol.2（早瀬智紘）
- 淫蜜脱出ゲーム Vol.4 完ペキ彼氏編（鷲島修司）
- それはささやかな恋のはじまり 高浪隼人（高浪隼人）
- 君の声に恋してる 楓-kaede-First（楓）
- 君の声に恋してる 楓-kaede- Repeat（楓）
- ファム・ファタール Vol.2 狂夏（椎葉匠）
- モトカレafter～上司と最後の恋～（柏木聡一郎）
- 豹変彼氏～後輩がxxxを抜いてくれません～（鮎川渚）
- 君の声に恋してる 楓-kaede- highlights（楓）
- ALICE with MADHATTER（いかれ帽子屋）
- Dark -闇に堕ちた愛- 魔術師の王だったクイーン フィリップ（フィリップ、悪魔）
- 文豪達のカフネ 第二巻 園原藤村（園原藤村）
- Dye le lys（ダイルリース） Episode2 好奇心編（アンリ・エリック）
- その愛は病にいたる・そこは狂った夢の淵　コンプリート版（島野春人）
- 大好きな彼とHして腕まくらでピロートークされちゃうシリーズ 第21弾 同い年彼氏と思い出デートで編（小竹隆弘）

2018年
- 家庭教師（浅野涼）
  - -告白-
  - -誘惑-

- TRIANGLE KINGDOM　SIDE：F（イヴォン＝ロメール）
- Rabbit Hunt ～Stage3 幼馴染 霧島慎也～（霧島慎也）
- 村崎さんちの三兄弟 長男編（村崎桐正）
- 24時間彼に甘やかされるCD Vol.3 クール彼氏編（藤崎瑛慈）
- 春はもう来ないのに（加地尚樹）
- Night of Pains chapter1 ～夜顔～（渡辺健輔）
- Milky Time～理來の場合～（栃谷理來）
- 彼女が攻略できません！（野田満）
- Rouge et Noir Implied Odds 鑑定官 来栖玲（来栖玲）
- 貢ドル（マドカ）
- 吸血の誘惑 エドワード編（エドワード）
- 権力者の純愛と執事の情愛～立花葵～（立花葵）
- かれのアトリエ（柾いろは）
- ScramBle ～幼なじみ兄弟と濃厚駆け引き3P～（斎樹真琴、斎樹夕登）
- とろきゅんお泊まり -きゅんとま- その2 同僚カレ×温泉旅館（榎内和馬）
- 極限情態～ゼロ・グラビティ～（宇野宙人）
- お医者さまの言うとおり。～お悩み解決XXX外来～CASE3（三崎燈馬）
- 教えてあげる ～甘いお菓子の作り方～（南雲玲二）
- わがままダーリン（越乃晴人）
- Submission～彼のいいなり～（久志本了一）
- Immorality-Prison～淫楽調教監獄～ 調教看守 吉良海翔～Gentle＆Sadistic～（吉良海翔）
- ライアー×チェイサー case.03 平鹿希一（平鹿希一）
- 才川夫妻の恋愛事情 ～ドSな才川くんにあおずけされ、朝から激しく求められ、最後はたっぷり愛を注がれるCD～（才川千秋）
- HOTEL Ange Rose 2nd secret. 佐久間洋介（佐久間洋介）
- Ability120％（清水蒼生）
- ブラッドハート（一之瀬悠人）
- Sugary time vol.3 椎名陽介（椎名陽介）
- 教官の育成 クールな見習い 有村路伊（有村路伊）
- 大人の学校 柔S教官 木崎七斗(ステラワース特典)（有村路伊）
- Cream Pie ～大好きな彼と、素肌のままで最後まで 樹直太朗（樹直太朗）
- シチュ彼かるた ～彼とわたしの恋のいろは～（メグル）

2019年
- KINGDOM OF THE FRANCE//イヴォン（イヴォン＝ロメール）
- オレのパンツをもらってください（湊西敦人）
- 東京トランジット 上野編 -渇望アーティスト 相沢航太-（相沢航太）
- Dear lovely...（佐倉樹）
- すれ違いの定理（瀬戸一真）
- 怪盗執事パンテール・ヴェルト Vol.1 塔野航（塔野航）
- わたしのおかしなナイト ～結婚を急ぎすぎる水瀬駿治の場合～（水瀬駿治）
- 調教執事 官能セラピーキャスト Vol.1 水沢伊吹（水沢伊吹）
- 哀殺～世界一の苦しみをアナタに～（漣夜詩）
- 溺愛SPARK（朝飛絢斗）
- パンデモニウム volume2 司祭 ラファエル・グランジュ（ラファエル・グランジュ）
- Selection～柔和な長男 葵の場合～（源葵）
- Masquerade 三章 終焉（ノエル・アルドナート）
- セクシャルセラピー カルテ3 三上陽向（三上陽向）
- Healing Days（木場孝亮）
- 勇壮な若き王は私のいいなり（ウィリアム・クレマン）
- mariage -マリアージュ -Vol.6－（ティト・デル・ヴェッキオ）
- [BL]ラッキードッグ1+badegg Burrow Digger Dogs（ジャンカルロ・ブルボン・デル・モンテ）
- 愛欲監獄ツアー ～2泊3日の性愛調教～（槇島類）
- イク！MEN 1 -いつでもどこでも俺はイク-（力動竜哉）
- Personal Prince ～リク・エストラム編～（リク・エストラム）
- 恍惚のスパイス（楠木湊）
- 36度8分は切り取られる（不二宗弥）
- 逝き神様の生贄婚 生き神編（東塚和雄）
- Tears of the bouquet 第二王子 リゲル（リゲル）
- 溺爱SPARK2（宮眞千紘）
- 才川夫妻の恋愛事情 CD第2弾 ～溺甘(できあま)な才川くんにいじめられ、出張中の電話でも激しく求められ、最後はやっぱり愛を注がれ、デキちゃうCD～（才川千秋）
- コミックス『才川夫妻の恋愛事情』４巻 ステラワース・アニメイト限定版ドラマCD「才川夫妻の赤ちゃん（みつき呼び）」（才川千秋）
- 変態彼氏～けもの男～（向永克牙）
- ばぶばぶ本舗3 新米パパ編（はるかパパ）
- 続・それはささやかな恋のはじまり高浪隼人／夏井誠吾（高浪隼人）

2020年
- 優し過ぎる上司に強引に落とされそうです。（糸瀬啓人）
- 体育会系男子の恋活 ロードレーサー・白石卓也の場合（白石卓也）
- いじわるなチャンス（寿凜人）
- 首吊り極楽浄土（明智理人）
- 禁断にゃんだふる=はちわれ=（木下千彰）
- わがままな小説家の罠（笹田千賀、矢口冬馬）
- パラダイムシフト（二葉鉱）
- すれ違いの定理 -Love in Bloom-（瀬戸一真）
- 俺の指で乱れろ。〜閉店後二人きりのサロンで…〜（七瀬蒼甫）
- 藤真兄弟の恋愛事情 ～あなたはどっちを選びますか？～（藤真一澄、尊琉)
- 優しい黒猫とおいしい誘惑（長谷川柊多)
- 舐め男子 侠客ロマンチスト 一瀬龍之介（一瀬龍之介)
- My Darling Vol.1俺様上司 坂崎弓弦（坂崎弓弦)
- おまえを逃がさない～Follow your heart～（吉沢優弥)
- 束縛セラピー“あぁ、やはり私たちは愛し合うために出会ったんだ……！”（奥村櫻司)
- 理想の夫婦～幸せな日々がつづきますように～（田伏柾)
- 政略結婚したら夫の愛が重かったです その1  成金御曹司の夫は性癖が●●（二階堂忍)
- Madness Fiasco case.3 フェル（フェル)
- mariage －chu chu－（ティト・デル・ヴェッキオ)
- 痛みを伴うこと（速水賢人)
- 素直になれない君たちへ（松代大志、上原和明)
- ミツメナイトNI　－危なっかしい君だから－（森野新太)
- 好きと伝えてもいいですか？（在原千里)
- 運命の番-TSUGAI-双子のα（参皇ヨリ)
- 親愛なるタナトス 第五巻 徒花（加地良哉)
- 一途な年下カレシがエッチに変貌する瞬間（椎葉実)
- 花街邂逅記（桔梗)
- PrivateDetective case.4 早良紫（早良紫)
- 雨の痕外伝2 僕だけが愛してる（藤代透)
- 今夜お家で何しよう?～鳴神さん家は赤ちゃん欲しい～（鳴神賢一)
- 束縛セラピー（奥村櫻司)

2021年
- 一つになる記憶～二つの人格に翻弄されて～（井ノ原凌也）
- Love Tranquilizer ～キミだけが知っている～ VR松澤佐（松澤佐）
- Happy Valentine！with Subaru（明埼すばる）
- 略奪愛～婚約者からあなたを奪う～（三納明夏）
- 聚楽号再度 -戀愛- 駐在武官（甲山正史）
- 聚楽号再度 -戀人-（ヘルムート・ヴェルナー）
- とろきゅんお泊まり -きゅんとま- 第2シーズン その2 同僚カレ×星空リゾート（榎内和馬）
- SWEET LOVER ～綺麗な彼～（天野慧）
- 夫婦愛の結晶 子作り生活（上妻久遠）
- それはささやかな恋のはじまり MARRY YOU 高浪隼人/夏井誠吾（高浪隼人）
- 家政婦さんの危険なお仕事～依頼主は無邪気なデザイナー～（松嶌大翔）
- 獣人水泳部! コモンドールな小門葵クン（小門葵）
- 吐息がいっぱいシリーズ Run&Breath ～遠山颯～（遠山颯）
- 近親略奪Ⅰ ～愛に溺れた狡い男～（西脇功真）
- 聚楽号再度 -誰為-（夙川慶太郎）
- 不思議の国のピエロ（宇津々実）
- 聚楽号再度-回環-（陸樹人）
- 今日泊まってく？（三上智也）
- サラリーマン×バーテンダーの即堕ち2コマBL（サラリーマンくん）
- ラッキードッグ1＋bad egg Howling Bad Guys（ジャン・カルロ）

2022年
- Personal Prince～レク・エストラム編～（レク・エストラム）
- 叱られたい上司（須増真人）
- Rouge et Noir Pair of Aces（来栖玲）
- 深夜残業 Vol.2 ～省エネ同期の誘惑戦略～（椎木遼生）
- Sweet Slowly Life 駐在さんに嫁ぎました編（高橋直樹）
- お前のすべてを抱き尽くす～交際0日、いきなり結婚!?～（鮫島成悟）
- アージュの音 Vol.3（アキラ）
- Private Detective2 Film.2 早良紫（早良紫）
- 密室!密着!秘密のオフィス～強引な後輩に閉じ込められてイ○ないと出られない!?～（黒瀬拓海）
- 大人の夏休み 酒屋・中倉悠生の場合（中倉悠）
- ラッキードッグ1+bad egg Secret Maneuvers（ジャン・カルロ）
- Virgin Heat　気になる部下に迫られています。（田町勇介）
- 天使と、みそかごと〜貴方は最愛の女神様〜（リメル）
- アオハルRe:プレイ Vol.1 ～気まぐれクールな婚約者・真白くんの場合～（真白純斗）

2023年
- クセありシェアハウス 2号室 須賀谷侑（須賀谷侑）
- Secret OZclub Route04 可哀想で忘れられない私のキング・李志亜（李志亜）
- BODY ESCAPE～紺碧のDIVA～（ROMEO）
- さよなら、サニーデイズ（若松遥翔）
- Sweet Dreams～おやすみなさいの前に～（夜明北斗）
- 乙女ゲームのモブ令嬢は今日もセックスを断れない～バルバトス編～（バルバトス）
- 仕事ができない榊くんは夜だけ有能（榊真人）
- おとなのあそびば 〜見られると興奮しちゃうオーナーと〜（観月奏人）
- Secret OZclub Route05 不遜だけど愛おしい私のキング・クリストファー・ラインフェルト（クリストファー・ラインフェルト）
- 変態契約しませんか？ イケメン写真家とはじめるエッチな関係（清永歩睦）
- Love Time Collection Vol.2 楠拓斗（楠拓斗）
- 勃たないヤリチン元ホストがハマるとヤバい男に監禁プロポーズされるワンナイト（相坂玲央）

2024年
- Honey jam(ハニージャム)歳の差片思い&お付き合い宣言（千鳥智亜）
- 気持ちいい×××を教えて……? -濱城 蒼汰-（濱城蒼汰）
- 今も昔も人生舐めてる絢(はる)くんは、今日初めて女(キミ)に拒否される（羽城絢）
- Bride Auction!! Auctioneer02.葛城千里（葛城千里）

### 吹き替え
- 過呼吸（2019年、イ・ミョン[196]）

## ディスコグラフィ

### キャラクターソング
| 発売日         | 商品名                                                     | 歌                                                                                   | 楽曲                                                               | 備考                                                       |
| -------------- | ---------------------------------------------------------- | ------------------------------------------------------------------------------------ | ------------------------------------------------------------------ | ---------------------------------------------------------- |
| 2016年10月28日 | 「円環のメモーリア」初回限定盤特典CD                       | 香月蓮（佐和真中）                                                                   | 「Spiral Memory」                                                  | ゲーム『円環のメモーリア』主題歌                           |
| 2016年12月2日  | オメガヴァンパイア オリジナルサウンドトラック「BLOOD.WAV」 | 守矢刑一（佐和真中）                                                                 | 「衝動ケロイド・ヒロイック」 「２２世紀ラヴァーズ」 「バースデイ」 | ゲーム『オメガヴァンパイア』主題歌                         |
| 2019年7月26日  | -                                                          | 堂前明楽（佐和真中）、大河内理人（タンクトップ平井）                                 | 「Star's Lover」                                                   | ゲーム『Star's Lover “リア恋"だって、いいじゃない!』主題歌 |
| 2021年11月12日 | -                                                          | 佐和真中                                                                             | 「恋が聴こえる」                                                   | 『甘えていいよ満たすから』フューチャーコミックスMV主題歌   |
| 2022年7月20日  | 指先の魔法                                                 | 七瀬蒼甫（佐和真中）                                                                 | 「指先の魔法」                                                     | アニメ『俺の指で乱れろ。』主題歌                           |
| 2023年3月16日  | Summer Dream                                               | Tidal Wave of Summer：オリビン（一夜愛）、八雲（佐和真中）、ブレイド（二枚貝ほっき） | 「Summer Dream」                                                   | ゲーム『NU: カーニバル』関連曲                             |
| 2023年3月16日  | Summer Dream                                               | 八雲（佐和真中）                                                                     | 「Summer Dream (Yakumo Ver.)」                                     | ゲーム『NU: カーニバル』関連曲                             |